# Bystryk (Białoruś)
Bystryk (biał. Быстрык; ros. Быстрик) – wieś na Białorusi, w obwodzie mohylewskim, w rejonie mohylewskim, w sielsowiecie Padhorje, przy drodze republikańskiej R71.